# 河口区
河口区是山东省东营市下辖的一个市辖区，位于山东省北部，黄河入海口的北侧。河口区于1984年9月8日成立。其辖区面积2365.13平方公里。河口区因其地处黄河入海口而得名，河口区石油和天然气资源极其丰富，是胜利油田的主要采油区之一。
河口区境域大部分为退海之地。明代之初，从古老河道徒骇河入海的大洋铺，从济水大清河自利津入海的铁门关以北，所延伸为境内与陆地形成开始。时有盐民、渔民、外埠水路商人串流往返。清道光十年（1830年）开始出现居民。清代属武定府沾化县忠信乡和利津县永和乡。區人民政府駐河口街道黃河路93號。

## 历史沿革
- 河口境域大部为退海之地，清道光十年（1830年）始有人居住。

- 据《山东省志·建置志》记载，清乾隆年间，此地属武定府滨州。光绪年间分属沾化县忠信乡和利津县永和乡。

- 民国二十年（1931年），国民政府将乡里设置改为区乡（镇）设置，境域属沾化县第六区、第七区和利津县第五区。

- 民国三十年（1941年）11月，东部地区划属垦利县三区（驻罗家镇）。

- 民国三十一年（1942年）1月，清河区在郭局村设立海防办事处，为县级行政机构。8月，沾化县六区以义和庄为界，划为南六区和北六区，并建立八区。9月，七区西部划为三区。

- 民国三十二年（1943年）10月，三区又并入七区。5月，海防办事处归清河区垦利地委领导。

- 民国三十三年（1944年）2月，归渤海行署领导。4月，八区并入北六区。

- 民国三十四年（1945年）3月，南、北六区合并，仍称六区。

- 民国三十五年（1946年）春，海防办事处撤销，郭家局子一带并入沾化县七区。

- 民国三十六年（1947年）6月，垦利县三区改为罗镇区，设立肖庙乡。

- 民国三十七年（1948年）3月，成立海滨县，境内七区北部和郭局一带划归海滨县。海滨县在郭局设办事处。

- 民国三十八年（1949年）6月，沾化县六区、七区分别改为义和区、太平区。

- 1950年2月，太平区复改称七区，义和区改称八区。同时海滨县撤销，郭局区复归沾化县，为十区。东部属垦利县罗镇区。

- 1955年三区改称罗家区，辖境内广胜乡、安义乡、肖庙乡。

- 1956年3月，垦利县建制撤销，境内肖庙、同兴乡随罗镇区划归利津县。5月，沾化县将十区的郭局乡、新户乡、耿局乡、顺江乡并入七区。

- 1957年，撤区并乡，境内沾化县所属区域设义和镇、太平乡、郭局乡、新合乡、新户乡、东华乡、大牟乡、刘坨乡、劝学乡、仁韩乡。利津县所属部分未变。

- 1958年9月，建立人民公社，境域西部建立义和公社、刘坨公社、郭局公社、太平公社（另分别称为“跃进九、十、十一、十二人民公社”）。东部属利津县罗镇公社和联合、同兴公社。11月，利津县并入沾化县，境域全部隶属于沾化县。

- 1959年10月，恢复垦利县后，于1960年7月，将境内沾化县所辖太平、郭局、义和、刘坨、罗镇、同兴、联合等公社划归垦利县。同年，同兴、联合两公社改建为农场，属山东省渤海农垦局管辖。

- 1961年9月，区划调整，沾化县、利津县分治，原属垦利县的太平、郭局、义和、刘坨4个公社复归沾化县。罗镇公社仍属垦利县。

- 1963年2月，撤大公社改建为区，下设小公社，境域西部属沾化县太平区和义和区。

- 1964年11月，垦利县所属罗镇区和山东省渤海农垦局所属同兴、联合农场划归利津县。

- 1966年2月至1967年4月，济南军区军马场接收国营孤岛共青团林场、同兴农场。1968年，撤区并小公社，境域西部（属沾化县）成立义和人民公社、四扣人民公社、太平人民公社、新户人民公社、郭局渔业公社（1969年3月更名为海防渔业公社）。南部（属利津县）成立六合人民公社。境域东部属垦利县管辖。

- 1972年7月，胜利油田在河口设立河口指挥部和钻井第二指挥部，在孤岛设立孤岛指挥部。

- 1973年，沾化县在河口设河口办事处。

- 1979年1月垦利县在孤岛设孤岛办事处。

- 1982年11月，河口区根据国务院〔1982〕国函字249号《关于山东省设立东营市的批复》文件而设立，为东营市市辖区。

- 1984年1月12日，中共东营市委以东发〔1984〕9号、10号文公布河口区委、区政府领导班子成员，标志着河口区正式成立。9月，成立河口区人民政府，辖新户乡、太平乡、六合乡、四扣乡、义和镇、孤岛办事处、河口办事处4乡1镇2个办事处163个村民委员会。

- 1992年6月，山东省人民政府批复，撤销孤岛办事处，设立孤岛镇、仙河镇。

- 2001年2月，撤销四扣乡建制，四扣乡与河口办事处合并组成河口街道。

- 2009年4月，仙河镇东港村整村划归东营港经济开发区管辖。更名为东营港经济开发区东港村。

- 2010年5月8日，经省政府批准，对区行政区划进行调整。撤销六合乡，设置六合街道，撤销新户乡，成立新户镇，撤销太平乡，将其行政区域并入新户镇。

## 行政区划
河口区下辖2个街道办事处、4个镇：
河口街道、六合街道、义和镇、仙河镇、孤岛镇、新户镇和开发区管委会。

## 人口
根據第七次全国人口普查數據，截至2020年11月1日零時，河口區常住人口197648人。